# يلدا (ريف دمشق)
يلدا بلدة تقع في ريف دمشق في غوطة دمشق. يحدها من الجنوب بلدة حجيرة ومن الشرق ببيلا ومن الشمال حي الميدان ومن الغرب مخيم اليرموك. معظم سكانها من المسلمين السنَّة.

## أصل التسمية
تأتي التسمية من الجذر الآرامي (يلدون) وتعني الخصوبة وسُمّيت بهذا الاسم لخصوبة أرضها، حيث تتميز هذه البلدة بذلك مما يطوّر العملية الزراعية فيها.

## الاقتصاد
قبل الثورة السورية، كان يعمل القليل من السكان الأصليين والبالغ عددهم 17000 نسمة في الزراعة، اشتهرت قديما بزراعة الزيتون وصناعة زيت الزيتون، أما اليوم فقد تعدد عمل أهلها مثل: صناعة المكانس اليدوية وتجارة البناء والتعهدات والأعمال الحرة وفيها كثير من حملة الشهادات العلمية العليا والجامعية.

## المرافق والخدمات
كان فيها مشفى الحريري، ومدارس للتعليم الأساسي العام وروضات خاصة ومستوصف ومركز ثقافي ونادٍ رياضي لتعليم الفنون القتالية والتربية البدنية.
وفيها مسجد أثري وحمام أثري ومعصرة زيتون أثرية قديمة جدا. شارك أهلها في معظم الثورات ضد العثمانيين والفرنسيين ومن أشهر المعارك التي شاركوا فيها عرفت باسم معركة يلدا حيث كان الثوار في الغوطة يتواجدون.
وفي إحصاءات جديدة بلغ عدد سكان الأصليين 17000 ألف نسمة بينما يبلغ عدد سكان الحاليين والقاطنين في الحدود الإدارية لبلدة
أكثر من 150000 ألف نسمة فقد سكنها موظفون من مختلف المحافظات وسكان مدينة دمشق المجاورين.
أسس في البلدة العديد من المساجد الحديثة لتكون منارة للعبادة ونشر العلم منها: جامع الإمام الشافعي - جامع الكبير والذي يعمل الآن على إعادة بنائه، جامع الصالحين، الصابرين، المعروف، المتقين، الإمام الغزالي.
كما أنشأ العديد من ملاعب كرة القدم الخاصة الحديثة في حيث أصبحت مقصدا لممارسة كرة القدم من الأماكن والمناطق الدمشقية.

## تاريخيا
كانت بيد الإقطاعيين أمثال: باشا العظم.
وفيها أقنية رومانية.
عُرفت منذ القديم الغابر بآثارها الرومانية العظيمة كالحمام الروماني والمعصرة الرومانية ومقام الغزالي الذي كان يتكئ على اعمدة رومانية سوداء وتم هدمه وبناء مسجد عليه وبالقرب من المقام المذكور طاحونة قديمة مهدمة أشيد عليها بناء. وعند طرف الطاحون مقام يدعى بالعمرية مبني من اللبن هدم هذا المقام وأشيد عليه بناء حديث. وبقرب المقام أيضا وجدت غرفة أثرية في باطن الأرض أقيم فوقها منهل ماء للشرب وهذه الأرض تابعة للأوقاف. وليس ببعيد كان هناك مقام يدعى اعزاز هدم وبني عليه مسجد أبو بكر. الأقنية الرومانية التي ما زال جزء منها باق ومنها من اندثر.
قناة حوش الريحانية كانت تنبع من الحجر الأسود وتصب عند مشارف البويضة تحولت لمجرور صحي وردم نبعها فيما بعد ولم يبقَ من آثار القناة إلا القليل.
قناة الست تنبع من بستان أبو الليل وتتجه جنوب شرق البلدة لتصب بالست التي كانت تسمى بالراوية نسبة لهذه القناة العظيمة التي كانت تفيض وتروي بساتين الست، ردم نبعها حديثا وبني على جزء منها مقبرة.
قناة البوقية كانت تنبع من ببيلا وتتجه شمالا إلى البوقية.
قناة السليخة حيث كانت تنبع من دف الشوك متجهة شرقا.
وهناك قناة العصرونية يعتقد انها فرع من نهر بردى تأتي من جهة دمشق وتصب في المشرع حيث كانت توزع المياه للسقاية.
وهناك أقنية رومانية اكتشفت في باطن الأرض ولا يعرف وجهتها حيث كان أحدهم يهم في حفر قبو فانفجرت هذه المياه وبقيت لعدة شهور كانت قناة صغيرة مبنية من الحجر الأسود الذي كان يجلب من جبال العادلية وماجاورها.
وهناك أقنية عدة بني عليها مخيم للاجئين.
كانت تشتهر قديما بزراعة الزيتون فما تزال بقايا كروم الزيتون إلى الآن وبالإضافة إلى زراعة الزيتون وعصره كانت تشتهر بزراعة المشمش وصناعة القمر دين وتشتهر أيضا بزراعة الجوز والرمان... حسب رواية الأجداد ملكة كانت تحكم مدينة غابرة وأراض شاسعة سميت باسمها حيث كانت هذه المنطقة مملكة كبيرة وأرضها خيرة لاتحتاج أن تستورد شيئا من الخارج.
تضم التاريخية عددا من الضواحي التي انفصلت عنها كمخيم اليرموك وفلسطين والتضامن والحجر الأسود.جرى استيطان الكثير من أراضي البلدة من جهة الست حيث فقدت البلدة الأراضي إداريا. وكذلك شمال البلدة كدف الشوك والسليخة ولكن ما زالت تابعية الأراضي هناك للبلدة عقاريا وإداريا.

## الأوضاع السياسية في البلدة
شارك سكان البلدة في الثورة السورية الكبرى عام 1925 ضد الاحتلال الفرنسي، حيث قامت معركة في تلك الحقبة عرفت باسم «معركة»، وعند اندلاع الانتفاضة السورية في 15\3\2011، كان التشديد الأمني والعسكري واضح في البلدة وذلك لقربها من العاصمة ولكن هذا لم يمنع الأهالي من الخروج في المظاهرات المناوئة في الأماكن المجاورة حيث تم اعتقال الكثير منهم، ثم خرجت أولى المظاهرات في تاريخ 15\7\2011 من مسجد الصابرين وهكذا استمر سكان في المشاركة بكل ما يستطيعون من خروج في المظاهرات وإيواء النازحين وانتساب الكثير من أبناء البلدة لصفوف المنشقين عن الجيش السوري حتى اندلعت الأعمال المسلحة فكانت من أولى مناطق الغوطة الغربية التي سقطت في أيدي قوات الثوار.
دخلت البلدة في اتفاق مصالحة مع نظام الأسد في شهر آذار (مارس) من عام 2014، بعد فرض الحكومة حصاراً دام أكثر من سنتين، وكان نتيجة لهذه المصالحة، دخول الأدوية والغذاء للبلدة مع وقف حذر لإطلاق النار بين الطرفين، وافتتاح المدارس والمستشفيات.
وقد أعلن فصيل في منطقة الحجر الأسود المجاورة مبايعته لما يسمى «تنظيم الدولة الإسلامية (داعش)» وهذا الإعلان أدى لنشوء جبهة جديدة مع البلدة ضد هذا التنظيم المتطرف، مما أدى لسقوط ضحايا من أهل البلدة.

## المساجد الموجودة في البلدة
بفضل الله، ثم بجهود الشيخ يوسف خليفة رحمه الله وتبرع المحسنين أنشئت العديد من المساجد فيها وهي:
1. المسجد الكبير:

```
وهو مسجد أثري يعود عمره لمئات السنين من أشهر خطبائه الشيخ العارف بالله** علي الخطيب)أبو عثمان حيث خطب وأم المسلمين فيه لأكثر من خمسين عاماً وتوفي رحمه الله في عام 1964م ويقع هذا المسجد في منتصف البلدة قرب ساحة الكشك، وقد أعيد تشييده.
```

1. مسجد الإمام الشافعي:

```
ويقع في الجهة الغربية من بالقرب من شارع بيروت.
```

1. مسجد أمهات المؤمنين:

```
ويقع شمال البلدة على شارع دعبول قريبا من حي التضامن وفيه ثانوية شرعية وهي «ثانوية بدر الدين الحسني للبنات»
```

1. مسجد الصالحين:

```
ويقع في الجهة الشرقية من من جهة ببيلا.
```

1. مسجد الإمام الغزالي:

```
ويقع في منتصف البلدة، وقد أقيم فوق قبر، يعتقد أنه لشخص صالح يدعى الغزالي.
```

1. مسجد أبي بكر الصديق:

```
ويقع في قلب البلدة.
```

1. مسجد الصابرين:

```
ويقع في الجهة الجنوبية من البلدة قرب مجمع أبنية الشهابي.
```

1. مسجد القباني:

```
ويقع في حي شارع بيروت.
```

1. مسجد المتقين:

وهو قيد الإنشاء حاليا ويقع بين البساتين قرب السيدة زينب.
1. مسجد المعروف:

```
يقع في مزارع البلدة قرب شارع علي الوحش التابع للسيدة زينب.
```

1. مسجد المجاهدين:

```
وهو قيد الإنشاء ويقع في مزارع البلدة على امتداد شارع اليرموك الواصل لمنطقة حجيرة.
```

1. مسجد علي بن أبي طالب:

```
ويقع في حي السليخة.
```

1. مسجد الذاكرين:

```
ويقع في حي الزين الواقع بين ومدينة الحجر الأسود.
```

## المدارس
في البلدة العديد من المدارس الابتدائية والإعدادية، وهناك مشروع لإقامة مدرسة ثانوية؛
مدرستان ابتدائية للبنين، ومدرستان ابتدائيتان للبنات، ومدرسة مختلطة ابتدائية، ومدرسة إعدادية للبنين، ومدرسة إعدادية للبنات، ومدرسة شرعية.

## الساحات في
1. ساحة الكشك.
2. ساحة الشهيد (الباسل سابقا).
3. ساحة العيد الذهبي.
4. ساحة الإمام الشافعي.
5. ساحة الصابرين.